# Alberico Gentili
Alberico Gentili, in lingua latina: Albericus Gentilis (San Ginesio, 14 gennaio 1552 – Londra, 19 giugno 1608), è stato un giurista italiano emigrato in Inghilterra.
Tuttora è l'unico italiano ad aver ricoperto il titolo di Regius professor di diritto civile all'Università di Oxford per 21 anni.
Si affermò nell'Inghilterra elisabettiana come uno stimato giurista e figura di rilievo, ma anche controversa, del pensiero giuridico europeo. Fu considerato come uno dei "padri della giurisprudenza internazionale" e il primo scrittore del diritto pubblico. Scrisse numerosi libri, che contengono importanti contributi alle dottrine giuridiche e comprendono anche teorie teologiche e letterarie.

## Biografia

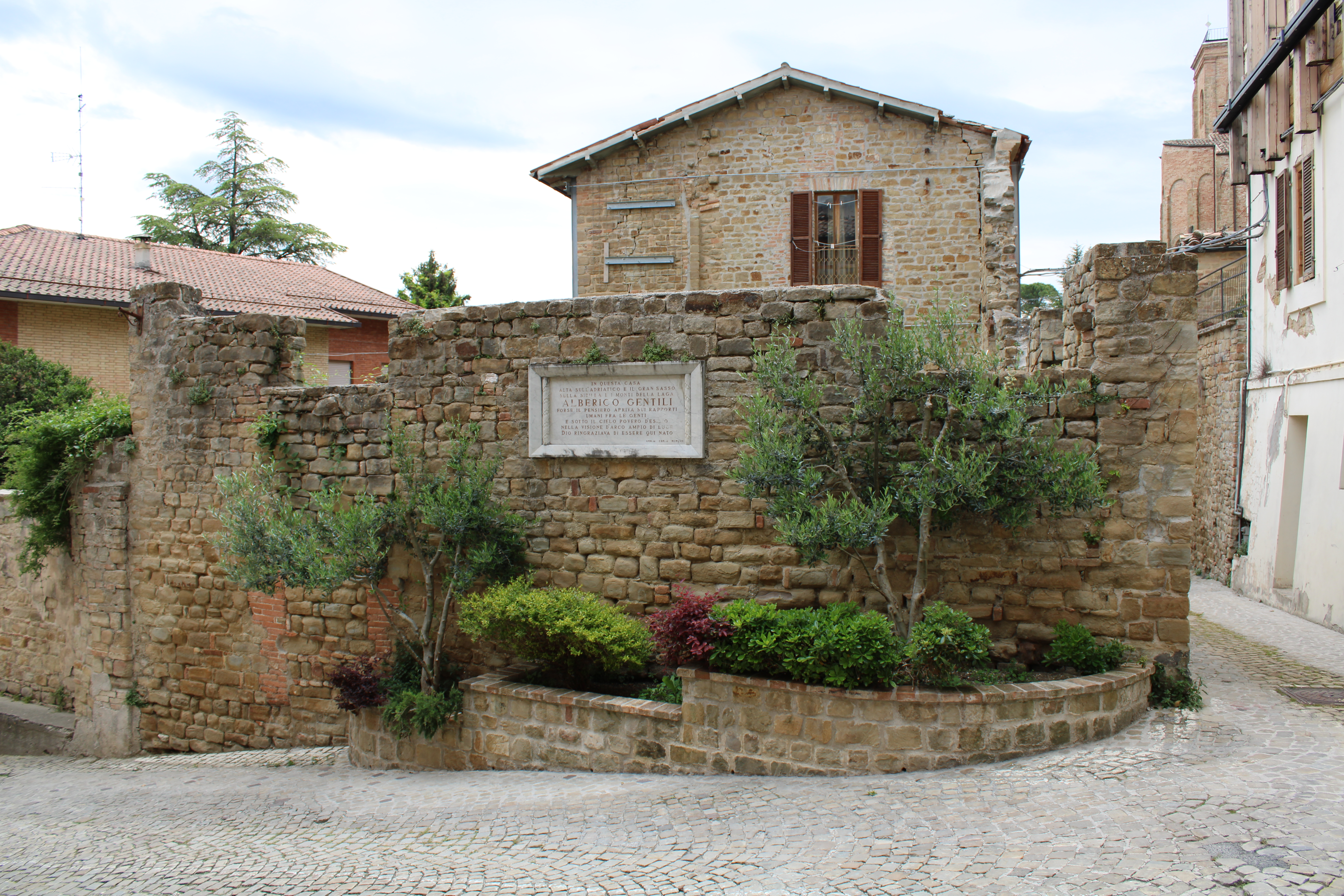
Casa dei Gentili

Il francobollo realizzato in occasione del 4º centenario della morte

Alberico Gentili nacque nel 1552 a San Ginesio in provincia di Macerata. Primogenito di Matteo Gentili, medico ad Ascoli Piceno, e di Lucrezia Petrelli, entrambi di famiglia nobile, dopo aver studiato letteratura e medicina con il padre, a 19 anni intraprese gli studi presso l'università di Perugia, traendo numerosi insegnamenti di Gianpaolo Lancellotti e laureandosi in giurisprudenza il 23 settembre 1570. Dopo la laurea tornò nel 1572 a San Ginesio, poi si trasferì ad Ascoli essendo stato eletto podestà e nel 1575 ritornò nella sua città natale, poiché venne nominato il 10 novembre avvocato del Comune. Durante questo lavoro rielaborò un nuovo statuto comunale, che venne approvato dal Consiglio il 22 settembre 1577, e il 28 febbraio 1578 venne mandato dall'amministrazione a trattare di affari importanti (ad oggi ignoti) con il cardinale Marcantonio Colonna.
Nel 1579 il padre Matteo, temendo di essere accusato di eresia, decise di abbandonare San Ginesio in seguito alla cattura e alla condanna di alcuni membri della Confraternita del Sacro Cuore di Gesù da parte dell'Inquisizione, confraternita che tuttora stanzia nell'omonima chiesa dove Matteo e Alberico erano soliti tenere dei comizi, lasciando l'Italia per dirigersi nella Germania protestante del Sacro Romano Impero con Alberico. I due si stabilirono dapprima a Lubiana, e più tardi furono raggiunti da un altro figlio più giovane, Scipione. I due fratelli si separarono dal padre e si recarono a Tubinga, una città universitaria: Scipione rimase lì, mentre Alberico, rifiutando una cattedra di diritto all'università di Tubinga offerta dal duca del Württemberg Ludovico III di Württemberg, dopo un soggiorno ad Heidelberg e uno a Neustadt, a metà del 1580 giunse in Inghilterra, precisamente a Londra come esule, grazie a Robert Dudley che lo raccomandò a John Donne. Mentre fuggivano, nei loro confronti si continuava un processo in contumacia, che si concluse con una condanna da parte dello Stato Pontificio e una damnatio memoriae, ai danni di alcuni membri della sua famiglia.
Accolto dalla comunità in uno dei collegi dell'università dove iniziò a lavorare, per i suoi contributi ebbe un importante ruolo sia come teorico del diritto che come consulente della corona, sotto i regni di Elisabetta I Tudor e di Giacomo I Stuart. Negli anni tra il 1583 e il 1585, Alberico conobbe Giordano Bruno, ospite a Londra dell'ambasciatore di Francia Michel de Castelnau, schierandosi con lui durante il processo che portò alla sua condanna a morte.
Introdotto nei circoli intellettuali dell'epoca, venne nominato Regius Professor of Civil Law all'Università di Oxford nel 1587, mantenendo il titolo fino alla sua morte, e dal 1605 fu anche avvocato dell'Ambasciata di Spagna presso la Corte dell'Ammiragliato, occupandosi soprattutto del contenzioso tra i due Stati relativo a casi di pirateria. Quest'ultimo titolo gli venne concesso da Filippo II durante il servizio di consulente di Elisabetta I, visto che salvò la vita a Bernardino de Mendoza, accusato di congiurare contro la monarca.
Durante la sua vita divenne una figura di importante influenza per il figlio Roberto Gentili avuto con la moglie ugonotta Hester de Peigne. Morì nel 1608 a Londra e la sua tomba fu trasferita nella seconda metà del XIX secolo all'interno della St Helen's Church a Bishopsgate, mentre la sua casa è ancora oggi visibile nel paese di San Ginesio.

## Opere e risultati

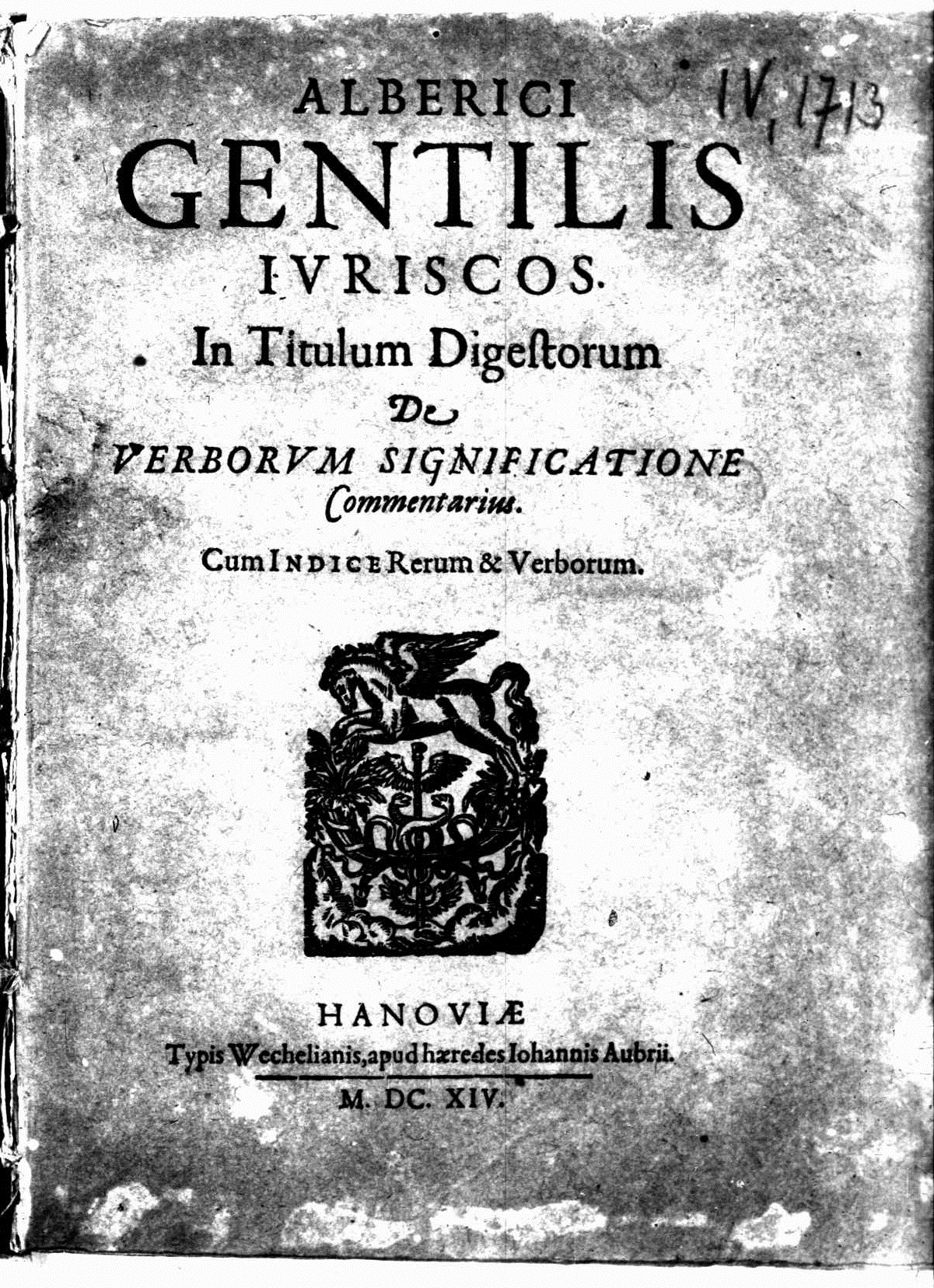
In titulum Digestorum De verborum significatione commentarius, 1614

Annullo speciale, emesso nel 2008

La produzione di Gentili comprende 24 opere pubblicate e vari inediti. Le principali sono:
- De iuris interpretibus dialogi sex (1582);
- Lectionum et epistolarum quae ad ius civile pertinent libri I-IV (1583);
- De Legationibus libri tres, (1585);
- De nascendi tempore disputatio (1586);
- Condicionum Liber I (1587);
- Commentationes de iure belli (1588-89);
- De iure belli libri tres, 1598.
- De armis romanis libri duo (1599);
- Disputationum de nuptiis libri VII (1601);
- De nuptiis (1601);
- Regales disputationes tres: id est, de potestate regis absoluta, de unione Regnorum Britanniae, de vi civium in regem semper iniusta (1605);
- Disputationes tres: I, de libris iuris canonici; II, de libris iuris civilis; III, de latinitate veteris bibliorum versionis male accusata (1605);
- De diuersis temporum appellationibus, liber (1607);
- Advocatio Hispanica (postumo - 1613);
- In titulum Digestorum De verborum significatione commentarius, Hanau, eredi di Andreas Wechel & Johann Aubry, 1614.
- Opere manoscritte: Le due opere integrali conosciute, conservate presso la Bodleian Library di Oxford, sono state criticamente edite da Giovanni Minnucci, che ha pubblicato, in testo critico, anche l'epistolario intrattenuto da Gentili, col teologo puritano John Rainolds, a lungo suo a avversario, nel biennio 1593-1594:
  - Ad titulum Codicis Ad legem Juliam de adulteriis Commentarius (edita da G. Minnucci, Alberico Gentili tra mos italicus e mos gallicus. L'inedito Commentario Ad legem Juliam de adulteriis, Bologna 2002)
  -  Giovanni Minnucci (a cura di), De papatu Romano Antichristo Recognovit e codice autographo bodleiano D'Orville 607, Studi e Testi, n. 17, Milano, Archivio per la Storia del diritto medioevale e moderno, 2018,  p. CLXII+352.
  - G. Minnucci, Diritto e teologia nell’Inghilterra elisabettiana. L’epistolario Gentili-Rainolds (1593-1594). Collana di Studi “Pietro Rossi”, 5; Napoli 2021, pp. LXII+298; ISBN 978-88-495-4605-7

Queste opere (delle quali il De iure belli è considerata la più importante) hanno dato un importante contributo alla nascita del moderno diritto internazionale come disciplina giuridica autonoma. Gentili non costruisce una sistematica teoria deduttiva, ma procede in modo induttivo esaminando varie questioni rilevanti, come il diritto diplomatico e il diritto di guerra, sulla base della cultura politica umanistica, del diritto romano e della prassi seguita dagli stati dell'epoca. Alberico Gentili riuscì anche ad immettere elementi del diritto romano nella tradizione giuridica inglese. Inoltre egli amava leggere le opere di Machiavelli, fra cui soprattutto "il Principe", criticava fortemente il Papato e la sua corruzione e credeva che la famiglia dei Borgia fosse la più adatta a governare l'Italia in modo da contrastare le potenti monarchie europee che in quell'epoca andavano rafforzandosi.
In San Ginesio opera il Centro internazionale di studi gentiliani.

## Fortuna
Le opere di Gentili ebbero una notevole influenza sui pensatori successivi del XVII secolo e in particolare su Ugo Grozio e sul suo De iure belli ac pacis, ma finirono con l'essere poi in larga misura dimenticate. La riscoperta e la rivalutazione avvennero alla fine del XIX secolo, soprattutto grazie ai lavori di Sir Thomas E. Holland, professore a Oxford. Nel 1875 il Consiglio Accademico dell'università di Macerata, per impulso di Pietro Sbarbaro, deliberò la costituzione del Comitato internazionale per il monumento al Gentili: questa idea venne accolta benevolmente in tutto il continente europeo. Otto von Bismarck fu uno dei leader europei ad aderire, insieme al professore dell'università Ludwig Maximilian di Monaco Franz von de Holzendorff. Édouard René de Laboulaye, scettico nei confronti della scelta di Bismarck che reputava insincera, in una lettera a Sbarbaro scrive:
(Édouard René de Laboulaye)
Tuttavia il Comitato internazionale non riuscì a recuperare le spoglie del Gentili in quanto disperse a causa di un'inondazione del Tamigi. Per recuperare al danno, venne eretta nel 1877 una targa monumentale nella chiesa anglicana dove venne seppellito. Altri riconoscimenti vennero dati in Italia: l'università di Perugia eresse una targa a ricordo del celebre allievo, Roma un busto al Pincio, nel Viale dei Giuristi, e lo effigiò nel soffitto della Sala Gialla del Ministero grandioso (ora sede del Ministero dell'Economia e delle Finanze), l'università di Macerata, edificando la nuova Aula Magna durante il ventennio fascista la dedicò ad Alberico, e San Ginesio fece erigere una statua (1908). Sempre nel XX secolo anche nei Paesi Bassi nacque l'idea di costruire un monumento alla sua figura, poi accantonata per scegliere un monumento che avrebbe dato risalto a Ugo Grozio. Nel XX secolo sono poi apparsi in Europa e negli Stati Uniti importanti studi e riedizioni e traduzioni delle sue opere.

### Statua di Alberico Gentili

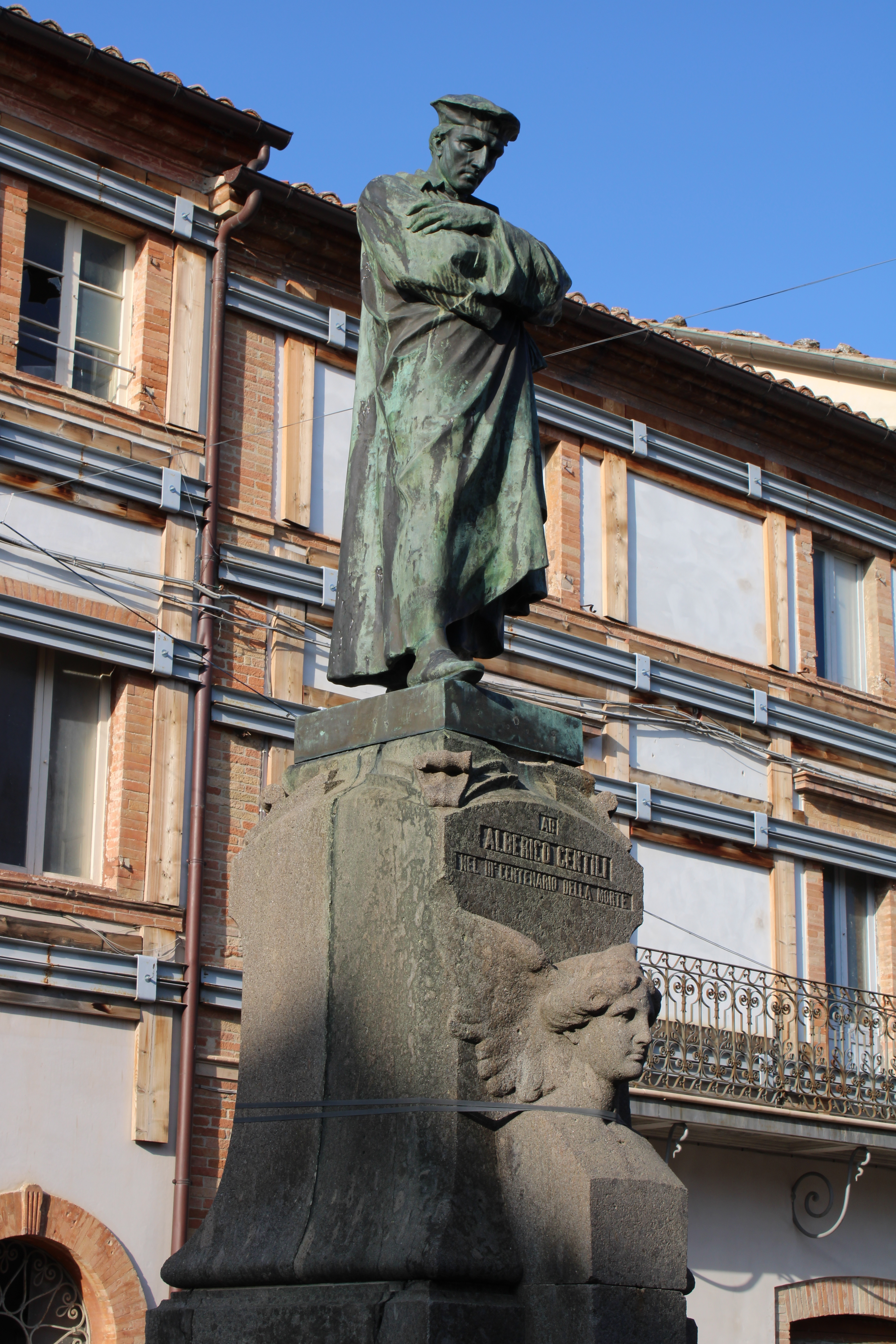
Giuseppe Guastalla, Statua di Alberico Gentili, Piazza Alberico Gentili, 1908

La statua di Alberico Gentili è una statua realizzata da Giuseppe Guastalla in vista del terzo centenario della morte. L'inaugurazione avvenne nel settembre del 1908, con partecipazione del ministro della pubblica istruzione Luigi Rava. In vista della nuova opera pubblica, autorità come il ministro di grazia e giustizia Orlando, il senatore Canonico, i deputati Vecchini e Fusinato, Teodoro Moneta ed Ettore Ferrari hanno onorato la figura di Alberico attraverso delle lettere inviate al Comune. La statua ha avuto un ruolo simbolico durante la campagna d'Italia, precisamente durante la liberazione di San Ginesio da parte degli Alleati. La targa aggiunta nel 2009 cita brevemente la storia:
Their bravery, compassion and self-sacrifice will never be forgotten by the Allied Prisoners of War, nor by their descendants.
Monte San Martino Trust - London. 2009»
Il loro coraggio, compassione e sacrificio di sé non saranno mai dimenticati dai Prigionieri di Guerra Alleati, né dai loro discendenti.
Monte San Martino Trust - Londra. 2009»